# Mühlgraben
Mühlgraben är en ort och kommun i Österrike. Den ligger i distriktet Jennersdorf i förbundslandet Burgenland, i den östra delen av landet, 150 km söder om huvudstaden Wien. 